# Labiobaetis gilliesi
Labiobaetis gilliesi är en dagsländeart som beskrevs av Gattolliat 2001. Labiobaetis gilliesi ingår i släktet Labiobaetis och familjen ådagsländor. Inga underarter finns listade i Catalogue of Life.